# أوتو بولته
أوتو بولته (بالألمانية: Otto Bülte) ـ (4 سبتمبر 1886 – بعد عام 1914)، ويُعرف بلقب أوتّه، كان لاعب كرة قدم ألماني لعب في مركز الوسط.

## الحياة الكروية
وُلد بولته في فولفنبوتل، وبدأ مسيرته الكروية مع نادي آينتراخت براونشفايغ في عام 1903، حيث لعب حتى عام 1911. بعد ذلك، انتقل إلى نادي دي إف سي براغ، الذي كان أحد الأندية الألمانية في براغ.
في عام 1910، مثّل بولته منتخب ألمانيا لكرة القدم في مباراة دولية واحدة.